# 圣马可教堂 (开姆尼茨)

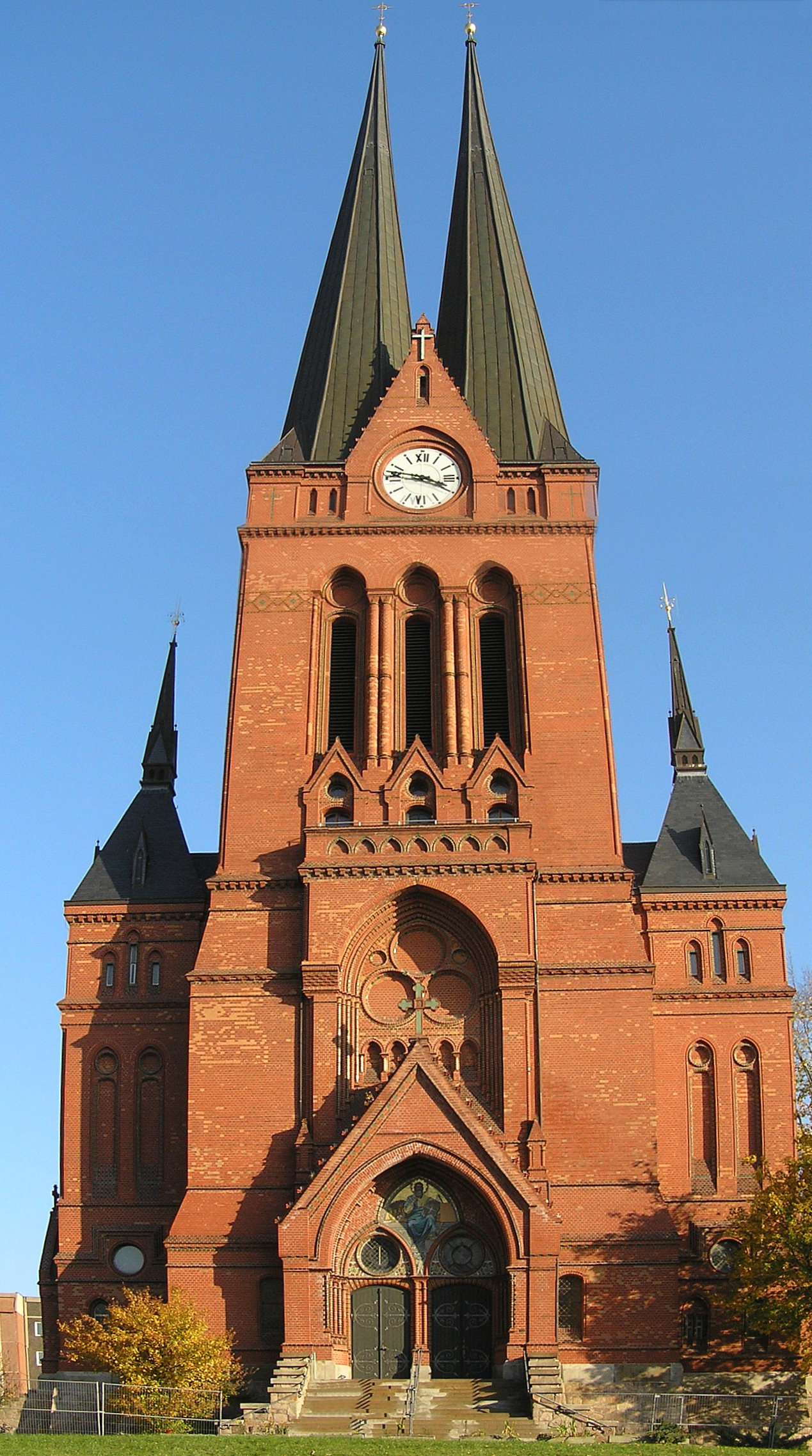
圣马可教堂，桑嫩贝格的象征

圣马可教堂是一座位于德国萨克森开姆尼茨桑嫩贝格区Körnerplatz的新教教堂，于1893年至1895年根据柏林建筑师阿贝塞尔和克罗格的设计建造。建筑风格为德国北部砖砌哥特式风格。教堂的双塔式尖顶从远处便可以看到，引人注目。教堂的彩色玻璃仍保存完好。教堂当年的风琴来自德累斯顿的风琴制造商Jehmlich。教堂的壁画部分尚存。教堂有1350个座位。 

## 历史
开姆尼茨人口增长强劲，之前已经从中划出两个新教区的Johannis教区必须进一步划分。因此，Johannis教区于1885年以70,000马克的价格在Körnerplatz上购置了一块建筑用地。1891年4月1日，当时拥有20,000名成员的新教区正式成立。由于教区需要一座单独的教堂和会堂，一项建筑计划于1892年10月22日由州御前监理会无条件批准。该建筑计划包括以下关键点： 
- 教堂的轴线应与Körnerplatz（东西向）的轴线重合
- 塔和门户应面向Körnerplatz
- 教堂应容纳约1200个座位，可以清楚地看到讲坛和祭坛，另设有洗礼池和圣器室
- 管风琴合唱团应容纳100位成员
- 教堂应配有燃气照明和中央供暖
- 塔楼装有三个总重达6吨的钟和一个带四个表盘的钟
- 墙体要用砖覆盖
- 仅用于内部装修的最高预算为300,000马克

在1892年10月24日进行了一场建筑竞赛，共计79项设计按时提交参与评选。评审团在1893年2月13日和14日作出决定，优胜设计的口号为“神召”，由柏林建筑师G. Abesser和尤尔根·克罗格设计。 然后，建筑委员会决定的建筑预算为37.5万马克。民众对该方案颇有微词，经过讨论，该建筑师设计的第二稿，即醒目的双塔方案，最终落实。教堂的45音三排键风琴由电力驱动，配有踏板。钟也由电动驱动，并非以青铜而应用铸钢制成。钟的设计被认为参考了柏林威廉皇帝纪念教堂的模板。该建筑项目于1893年7月初获批准。开姆尼茨的建筑承包商雨果·杜德斯塔德负责土方和石工工作，花岗岩工作由德累斯顿公司Kunath负责，计划选用卢萨斯花岗岩。 波鸿矿业和铸钢制造协会（BVG）负责钟的制作。 德累斯顿Jehmlich风琴工作室得到合同。挖掘工作于同月开始。奠基石放置于1893年10月。随着施工进行，建设成本超出了预算。因此，在1894年5月中旬，方案做出了调整，塔楼减少4m并删除了圣马可的门户雕塑。在6月初，塔高设计又减少了4.50米。1894年8月3日建筑封顶。1894年9月28日，教堂的塔顶圆球被设置在84米的高度，1895年11月13日举行开光仪式。 
教堂建造时间短，加上在建造工作中没有给予足够的考量，其结果就是漏水。教堂在建造完成后很快就有了渗水的迹象，于是人们用焦油涂层进行了防潮修补。原来的砖砌屋顶由于砖块不时掉落，后被铜板代替。1934年，屋顶骑手雕塑和侧塔被拆除。在第二次世界大战期间，屋顶的铜板被拆除用作制造武器，并被临时更换，直到1956年才恢复原状。因为没有进行必要的修缮，屋顶和墙壁的损坏也没有得到修补，教堂在1970年代破败明显。 
由于社区当局无力进行翻新工程 ，因此人们考虑在1970年代后期将该建筑移交给政府维护。然而，在1984年，州教会决定保留圣马各教堂作为社区中心。尽管教堂于1985年被列入有保护价值的建筑古迹清单，但教堂依然处于失修状态，最终于1989年移交给城市当局管理。 
1992年，坎特·内格尔（Kantor Nagel ）成立了马库斯教堂保护协会。筹集到的善款和补贴使教堂的整修工作得以于1992年开始。教堂原来的钟进行了大修并被重新安装。2000年，教堂的地板进行了翻新。 

## 钟声和风琴
1895年3月27日， 波鸿协会生产的三个铸钢钟投入使用： 
- 大钟（ 敲击音高 ：ais 0 ，直径：1,888  毫米，重量：2.850  公斤）
- 中钟（敲击音高：cis1 ，直径：1,570  毫米，重量：1.555  公斤）
- 小钟（敲击音高：e 1 ，直径：1,385  毫米，重量：1.086  公斤）

钟挂在钢架中历史悠久的木叉架上（制造于1895年）。 
钟在战争中保存的完好无损，而德累斯顿Jehmlich兄弟制造的管风琴的锡管被拆除，并在1917年融化为适合战争的材料。现有的风琴为Ahlborn公司制造的计算机控制乐器。 